# Hamilton Paul Traub
Hamilton Paul Traub est un botaniste américain, né le 18 juin 1890 et mort le 14 juillet 1983.
Il est spécialiste des Amaryllidaceae. Il est d'ailleurs l'un des fondateurs de l'American Amaryllis Society en 1933.